# Arbrissel
Arbrissel (en bretó Ervrezhell, en gal·ló Arbeczèu) és un municipi francès, situat a la regió de Bretanya, al departament d'Ille i Vilaine. L'any 2006 tenia 252 habitants. Limita al nord-oest amb Marcillé-Robert, al nord amb Visseiche, al nord-est amb Rannée, al sud-oest amb Retiers i al sud-est amb Moussé.

## Demografia
| 1962                                       | 1968 | 1975 | 1982 | 1990 | 1999 |
| ------------------------------------------ | ---- | ---- | ---- | ---- | ---- |
| 205                                        | 219  | 234  | 232  | 223  | 237  |
| Des de 1962: població sense dobles comptes |      |      |      |      |      |

## Administració
| Període   | Identitat               | Partit |
| --------- | ----------------------- | ------ |
| 2001-2008 | Marie-Gabrielle Desmots |        |
| 2008-     | Dominique Saba          |        |

## Personatges il·lustres
- Robert d'Arbrissel, religiós bretó.